# Irina Anatoljewna Begljakowa
Irina Anatoljewna Begljakowa (russisch Ирина Анатольевна Беглякова, englisch Transkription Irina Beglyakova, geb. Челная – Tschelnaja – Chelnaya; * 26. Februar 1933; † 19. März 2018) war eine sowjetische Diskuswerferin.
Bei den Europameisterschaften 1954 in Bern gewann sie die Silbermedaille.
Am 30. Oktober 1956 stellte sie in Taschkent mit 52,71 m ihre persönliche Bestweite auf. Einen Monat später holte sie bei den Olympischen Spielen in Melbourne mit 52,54 m Silber hinter Olga Fikotová aus der Tschechoslowakei (53,69 m) und vor ihrer Landsfrau Nina Ponomarjowa (52,02 m).
1958 wurde sie Vierte bei den Europameisterschaften in Stockholm.